# Directive (droit administratif)
Une directive est un acte administratif par lequel le titulaire d'une compétence discrétionnaire fixe par avance la manière dont il va l'utiliser.
La directive facilite la tâche de l'administration en la guidant et permet une action plus homogène en garantissant une plus grande égalité dans le traitement des administrés.
Le terme apparaît avec l'arrêt Crédit foncier de France du  11 décembre 1970 par lequel le Conseil d'État reprend l'expression de la directive communautaire.
La question s'est posée de la légalité des directives puisqu'il n'est pas certain que le titulaire de la compétence puisse en disposer pour réintroduire du droit là où la loi avait consacré un pouvoir discrétionnaire.
Le Conseil d'État a admis la technique dans les années 1970 en l'encadrant par plusieurs conditions:
- La directive ne doit pas être "inadaptée au but visé par la réglementation appliquée"
- la directive ne doit pas être impérative et doit permettre à l'administration d'y déroger

Les directives n'ont donc pas le caractère réglementaire. Il existe cependant quelques actes matériellement réglementaires pris sous le nom de directive.
Depuis une décision récente du Conseil d'État (Conseil d’État, SSR., 19 septembre 2014, Jousselin, requête numéro 364385, publié au recueil), le terme de directive pour les administrations a été remplacé par le terme de « lignes directrices » dans le but d'éviter toute confusion avec les directives communautaires de l'Union Européenne. Cette décision est devenue principe, comme cela a été bien souligné dans un article du juriste Didier Girard.

## L’émergence de la ligne directive

### Les caractéristiques de la ligne directrice
La ligne directrice se heurte à un principe fondamental : c’est l’obligation pour l’administration, dans chaque cas d’utilisation de son pouvoir discrétionnaire, d’opérer un examen particulier des circonstances de l’affaire ou de la situation personnelle de l’intéressé sur laquelle elle s’apprête à décider. Ce procédé permet une correcte adéquation de la décision aux éléments de droit et de fait concret. Cela donne alors à l’administration une importante marche de manœuvre pour qu’une décision intime puisse être prise. Il en résulte que la ligne directrice est une mesure d’ordre intérieur et un procédé normal d’action de l’administration, mais elle est strictement concentrée dans son domaine. La directive a pour but de faciliter la tâche de l’administration en la guidant et en permettant une action plus homogène qui va venir garantir une plus grande égalité dans le traitement des administrés.
Le Conseil d'État a admis ce procédé dans les années 1970 en l'encadrant par plusieurs conditions :
- la directive ne doit jamais être « inadaptée au but visé par la réglementation appliquée » ;
- la directive ne doit jamais être impérative et doit permettre à l’administration d’y déroger ;
- les directives n’ont donc pas le caractère réglementaire.

### Le régime juridique de la ligne directrice
Dans l'arrêt « Crédit foncier de France » en date du 11 décembre 1970, le Conseil d’État consacre la notion de la ligne directrice. Cet arrêt est un renversement de jurisprudence rendu lors d'un précédent arrêt en date du premier juillet 1969. Dans ce dernier, la Commission nationale du fonds national de l’amélioration de l’habitat avait édicté une directive. C’est sur cette base qu’une commission départementale avait refusé l’octroi d’une allocation. À la suite de ce refus, les intéressés avaient alors demandé au tribunal administratif de Paris d’annuler cette décision, ce qui fut fait. Le ministre de l’urbanisme a par la suite saisi le Conseil d’État. Ce dernier a fait droit à cette demande et a annulé le jugement du tribunal administratif de Paris en date du premier juillet 1969. Dans cette solution, le Conseil d’État s'est basé sur l’absence d’erreur de droit, parce que la décision prise par la commission départementale se basait quant à elle sur une directive. A la différence des circulaires qui s’intéressent à la façon de prendre les décisions, la directive s’intéresse au contenu de la décision à prendre. Dans l'arrêt « Ministre de l’intérieur - Cortez Ortis » en date du 4 février 2015, le Conseil d’État rappelle le régime juridique ambigu de la ligne directrice. Finalement, il ne fait que confirmer la jurisprudence rendue antérieurement dans l'arrêt « Crédit foncier de France », en reconnaissant à la ligne directrice un pouvoir d’orientation. En effet, lorsqu'un texte prévoit l'attribution d'un avantage, sans définir les éléments légaux permettant de définir ceux qui peuvent y prétendre, la ligne directrice fixe les critères à mettre en œuvre et elle prévoit les motifs des décisions à prendre. Elle donne donc une orientation générale à suivre, mais elle ne prive pas l’autorité administrative chargée d’appliquer un texte, de son pouvoir d’appréciation. La ligne directrice limite donc le pouvoir discrétionnaire de l'administration : cette limitation est censée garantir l'égalité et la prévisibilité du droit. La ligne directrice est donc instrument de cohérence pour l'administration. Mais malgré son pouvoir de limitation, cette dernière n'étant pas véritablement un acte réglementaire, elle ne peut donc pas avoir d'effets juridiques impératifs : elle ne peut pas lier l'administration, et par conséquent cette dernière a la possibilité de s'en affranchir lorsque cela lui est nécessaire.

## Le caractère contentieux de la ligne directive

### Les limites et effets de la ligne directrice

#### Limites
L’autorité compétente peut y déroger pour un intérêt général ou en raison de la situation particulière de l’administré
Il n'y a aucune possibilité d’ajouter de condition nouvelle à l’attribution du droit. Ces limites sont la spécificité des lignes directrices. Ainsi, elles ne peuvent pas être considérées comme de véritables actes réglementaires.
La directive est une norme de référence dont l’administration peut écarter l’application à des cas d’espèce ou à la demande faite par les administrés.
3 situations peuvent se présenter :
- quand une situation individuelle le justifie, l’administration a l’obligation de respecter la règle de l’examen particulier du dossier ;
- si le requérant arrive a démontrer que l’administration n’a pas respecté son obligation de traiter et examiner minutieusement les pièces du dossier, l'administration aura commis une erreur de droit (décision CE, en date du 7 août 1920, Secrettant) ;
- la directive est écartée par l’administration pour motif d’intérêt général (situation qui procure un bien-être collectif). Finalement, l’administration écarte l’application de la directive si celle-ci est illégale.

#### Effets
Les directives n’ont pas d’effet juridique impératif (dans le sens de donner un ordre). En effet, une ligne directrice fixe une certaine orientation, mais elle ne crée pas de nouveau droit. Ces orientations - directives, ou lignes directrices - font effet sur les autorités administratives (qui doivent les utiliser).
Il peut y avoir affranchissement (pour se libérer de ces lignes directives) dans deux situations :
- pour préserver l'intérêt général ;
- en fonction de spécificités du dossier.

Dans tous les cas, il faut passer au préalable par l’instruction de la demande, puis par l’examen du dossier.

### Régime contentieux
La loi du 17 juillet 1978 consacre le droit d’accès aux documents administratifs, qui imposent la publication régulière des circulaires, directives, et instructions pour obliger à l’administration à la transparence. 
Dans l'arrêt Cortez Ortis de 2015, le conseil d'état distingue les lignes directrices des simples orientations générales : les premières encadrent une situation dans laquelle l’administré a le droit de prétendre à un avantage contrairement aux simples orientations générales qui n'entrent pas dans ce cadre. Cette distinction tient a ce que les lignes directrices sont opposables devant le juge administratif, là ou les orientations générales ne le sont pas. Ainsi les particuliers peuvent contester les lignes directrices devant le juge administratif conformément à l’arrêt Bouygues Telecom du conseil d'état daté de 2017, dans le cadre d'un recours pour excès de pouvoir sous deux conditions :
-seules les lignes directrices des autorités de régulation sont contestables
-seules les lignes directrices produisant des effets notables de nature économique, qui peuvent tenir à ce que la ligne directrice influe sur le comportement de ses destinataires sont contestables.